# The Way It Is
The Way It Is is een nummer van de Amerikaanse band Bruce Hornsby & The Range. Het nummer verscheen op hun gelijknamige debuutalbum uit 1986. In augustus van dat jaar werd het nummer eerst in Europa uitgebracht als de tweede single van het album. Thuisland de Verenigde Staten en Canada volgden een maand later en in november volgden Australië, Nieuw-Zeeland en Japan.

## Achtergrond
The Way It Is is geschreven door zanger en pianist Bruce Hornsby en geproduceerd door Hornsby en Elliot Scheiner. Het nummer maakt expliciete verwijzingen naar de Afro-Amerikaanse burgerrechtenbeweging. In het eerste couplet wordt een verhaal verteld over economische ongelijkheid, dat zich afspeelt in een rij met werklozen die hun uitkering ontvangen. Het tweede couplet herinnert aan voorbije sociale problemen, waarin een voorstander van rassensegregatie zegt dat iemand niet op een bepaalde plek mag zijn omdat hij er niet zo uitziet als de anderen. In het derde couplet wordt de Civil Rights Act of 1964 aangehaald als een overwinning in de burgerrechtenbeweging, maar wordt ook gezegd dat er meer moet gebeuren. In de refreinen wordt gezegd dat sommige dingen nou eenmaal zijn zoals ze zijn en dat ze niet zullen veranderen ("that's just the way it is, some things will never change"). Het nummer wordt gekenmerkt door twee lange pianosolo's.
The Way It Is werd een wereldwijde hit en bereikte de nummer 1-positie in zowel thuisland de Verenigde Staten als Canada, en werd een top 20-hit in onder meer het Verenigd Koninkrijk, Ierland en Duitsland.
In Nederland werd de  plaat veel gedraaid op Radio 3 en werd een gigantische hit in de destijds twee landelijke hitlijsten op de nationale publieke popzender. De plaat bereikte de nummer 1-positie in de Nederlandse Top 40, terwijl in de Nationale Hitparade de 2e positie werd bereikt. In de Europese hitlijst op Radio 3, de TROS Europarade, werd de 17e positie bereikt.
In België bereikte de plaat de 3e positie in zowel de voorloper van de Vlaamse Ultratop 50 als de Vlaamse Radio 2 Top 30. In Wallonië werd géén notering behaald.
In 1993 bereikte een cover van de Schotse dancegroep Undercover in thuisland het Verenigd Koninkrijk de 45e positie in de UK Singles Chart en de 32e positie in de Vlaamse Ultratop 50. In het najaar van 1998 werd een sample van het nummer gebruikt in de single "Changes" van 2Pac, welke twee jaar na zijn dood uitkwam. In Nederland werd deze plaat veel gedraaid op de landelijke radiozenders en werd een grote hit. Deze versie stond 14 weken genoteerd in de Nederlandse Top 40 op Radio 538, waarvan drie weken op de nummer 1-positie. De plaat kwam tevens binnen op deze positie. In de Mega Top 100 op destijds Radio 3FM werd eveneens de nummer 1-positie bereikt en stond 3 weken op deze positie en in totaal 19 weken in de publieke hitlijst genoteerd.
Sinds de allereerste editie in december 1999, staat de plaat onafgebroken genoteerd in de jaarlijkse NPO Radio 2 Top 2000 van de Nederlandse publieke radiozender NPO Radio 2, met als hoogste notering een 496e positie in 1999.

## Hitnoteringen

### Nederlandse Top 40
| Hitnotering: 23-08-1986 t/m 01-11-1986 | Hitnotering: 23-08-1986 t/m 01-11-1986 | Hitnotering: 23-08-1986 t/m 01-11-1986 | Hitnotering: 23-08-1986 t/m 01-11-1986 | Hitnotering: 23-08-1986 t/m 01-11-1986 | Hitnotering: 23-08-1986 t/m 01-11-1986 | Hitnotering: 23-08-1986 t/m 01-11-1986 | Hitnotering: 23-08-1986 t/m 01-11-1986 | Hitnotering: 23-08-1986 t/m 01-11-1986 | Hitnotering: 23-08-1986 t/m 01-11-1986 | Hitnotering: 23-08-1986 t/m 01-11-1986 | Hitnotering: 23-08-1986 t/m 01-11-1986 | Hitnotering: 23-08-1986 t/m 01-11-1986 |
| Week                                   | 1                                      | 2                                      | 3                                      | 4                                      | 5                                      | 6                                      | 7                                      | 8                                      | 9                                      | 10                                     | 11                                     |                                        |
| -------------------------------------- | -------------------------------------- | -------------------------------------- | -------------------------------------- | -------------------------------------- | -------------------------------------- | -------------------------------------- | -------------------------------------- | -------------------------------------- | -------------------------------------- | -------------------------------------- | -------------------------------------- | -------------------------------------- |
| Positie                                | 24                                     | 12                                     | 7                                      | 3                                      | 1                                      | 2                                      | 3                                      | 5                                      | 11                                     | 19                                     | 28                                     | uit                                    |

### Nationale Hitparade
| Hitnotering: 23-08-1986 t/m 01-11-1986 | Hitnotering: 23-08-1986 t/m 01-11-1986 | Hitnotering: 23-08-1986 t/m 01-11-1986 | Hitnotering: 23-08-1986 t/m 01-11-1986 | Hitnotering: 23-08-1986 t/m 01-11-1986 | Hitnotering: 23-08-1986 t/m 01-11-1986 | Hitnotering: 23-08-1986 t/m 01-11-1986 | Hitnotering: 23-08-1986 t/m 01-11-1986 | Hitnotering: 23-08-1986 t/m 01-11-1986 | Hitnotering: 23-08-1986 t/m 01-11-1986 | Hitnotering: 23-08-1986 t/m 01-11-1986 | Hitnotering: 23-08-1986 t/m 01-11-1986 | Hitnotering: 23-08-1986 t/m 01-11-1986 |
| Week                                   | 1                                      | 2                                      | 3                                      | 4                                      | 5                                      | 6                                      | 7                                      | 8                                      | 9                                      | 10                                     | 11                                     |                                        |
| -------------------------------------- | -------------------------------------- | -------------------------------------- | -------------------------------------- | -------------------------------------- | -------------------------------------- | -------------------------------------- | -------------------------------------- | -------------------------------------- | -------------------------------------- | -------------------------------------- | -------------------------------------- | -------------------------------------- |
| Positie                                | 18                                     | 2                                      | 3                                      | 3                                      | 4                                      | 4                                      | 9                                      | 12                                     | 16                                     | 23                                     | 43                                     | uit                                    |

### TROS Europarade
Hitnotering: 06-09-1986 t/m 04-10-1986. Hoogste notering: #17 (1 week).

### NPO Radio 2 Top 2000
| Nummer met noteringen in de NPO Radio 2 Top 2000 | '99 | '00 | '01  | '02 | '03 | '04 | '05 | '06  | '07 | '08 | '09  | '10  | '11  | '12  | '13  | '14 | '15  | '16  | '17  | '18  | '19  | '20  | '21  | '22  | '23  | '24  |
| ------------------------------------------------ | --- | --- | ---- | --- | --- | --- | --- | ---- | --- | --- | ---- | ---- | ---- | ---- | ---- | --- | ---- | ---- | ---- | ---- | ---- | ---- | ---- | ---- | ---- | ---- |
| The Way It Is                                    | 496 | 738 | 1073 | 715 | 667 | 868 | 945 | 1159 | 997 | 926 | 1508 | 1398 | 1371 | 1246 | 1293 | 981 | 1195 | 1524 | 1438 | 1394 | 1435 | 1539 | 1446 | 1432 | 1557 | 1535 |

1. ↑  Een vetgedrukt getal geeft de hoogste notering aan.